# The Hills (quarta edizione)
La quarta stagione di The Hills ha preso il via su MTV in America il 18 agosto 2008. In Italia va in onda su MTV Italia dal 28 settembre 2009.
Cast principale: Lauren Conrad, Audrina Patridge, Heidi Montag e Whitney Port.
| nº | Titolo originale              | Titolo italiano                     | Prima TV America  | Prima TV Italia   |
| -- | ----------------------------- | ----------------------------------- | ----------------- | ----------------- |
| 1  | We'll never be friends        | Convivenze difficili                | 18 agosto 2008    | 28 settembre 2009 |
| 2  | Drama follows them            | I problemi non finiscono mai        | 25 agosto 2008    | 29 settembre 2009 |
| 3  | Better off as friends         | Meglio essere amici                 | 1º settembre 2008 | 30 settembre 2009 |
| 4  | Boys make girls cry           | E alla fine arriva Holly            | 7 settembre 2008  | 1º ottobre 2009   |
| 5  | Something as to change        | Ci vuole un cambiamento             | 8 settembre 2008  | 2 ottobre 2009    |
| 6  | You always miss a best friend | Nostalgia di un'amica               | 15 settembre 2008 | 5 ottobre 2009    |
| 7  | When Lauren's away...         | Mentre Lauren è via...              | 22 settembre 2008 | 6 ottobre 2009    |
| 8  | Don't act innocent            | Tutto viene a galla                 | 29 settembre 2008 | 7 ottobre 2009    |
| 9  | If she never met Spencer      | Se non avesse incontrato Spencer... | 8 ottobre 2008    | 8 ottobre 2009    |
| 10 | Who to choose?                | Chi scegliere?                      | 13 ottobre 2008   | 9 ottobre 2009    |
| 11 | You'll never have this...     | Gita a Cabo                         | 20 ottobre 2008   | 12 ottobre 2009   |
| 12 | I want you to be with me      | Voglio che tu stia con me           | 27 ottobre 2008   | 13 ottobre 2009   |
| 13 | It's her move                 | Tocca a lei                         | 3 novembre 2008   | 14 ottobre 2009   |
| 14 | Back to New York              | Ritorno a New York                  | 10 novembre 2008  | 15 ottobre 2009   |
| 15 | One last chance               | L'ultima chance                     | 17 novembre 2008  | 16 ottobre 2009   |
| 16 | You did this                  | Parliamo di Justin e Lauren!        | 24 novembre 2008  | 19 ottobre 2009   |
| 17 | It's about trust              | Questione di fiducia                | 1º dicembre 2008  | 20 ottobre 2009   |
| 18 | Dream boy, dream job          | Sogni ad occhi aperti               | 8 dicembre 2008   | 21 ottobre 2009   |
| 19 | Mr and Mrs. Pratt             | Mr. and Mrs. Pratt                  | 15 dicembre 2008  | 22 ottobre 2009   |
| 20 | I Heidi take thee Spencer...  | Io prendo te Spencer...             | 22 dicembre 2008  | 23 ottobre 2009   |